# Râul Hornád
Hornád (în maghiară Hernád) este un râu cu o lungime de 286 km situat în Slovacia de est și Ungaria de nord-est. Pe teritoriul Slovaciei, râul are 195 km lungime, el fiind în Slovacia al patrulea râu după lungime. După ce izvorăște din munții Tatra Mică la 20 km de orașul Poprad, cursul său superior traversează teritoriul Parcului Paradisul slovac, o regiune care a fost bogată în minereuri din regiunea istorică Zips. Râul are un curs aproape paralel cu Râul Hnilec, trece prin Spišská Nová Ves, curge spre est, primește apele lui Hnilec, alimentând un lac de acumulare cu o lungime de 20 de km. Râul părăsește regiune muntoasă intrând în Câmpia Slovacă, trversează Košice și Krásna. De la Košice (maghiară Kasa) trece granița ungară, de aici este numit Hernád intră în Câmpia Ungariei după ca, 100 km parcurși de la granița ungară traversează orașul Miskolc unde se unește cu apele râului Sajo, iar la 10 km se varsă în Tisa care este un afluent al Dunării.